# Amy Ryan

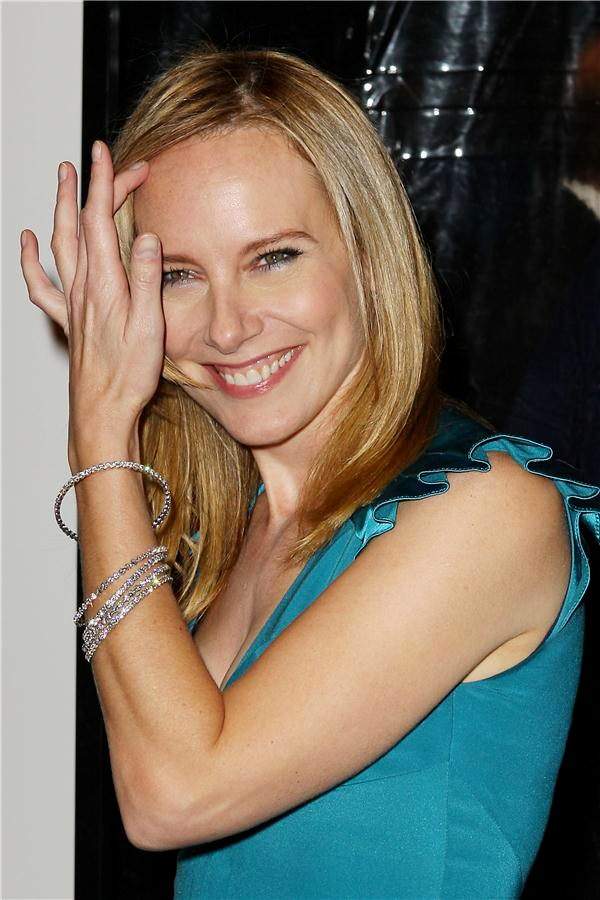
Amy Ryan 2013.

Amy Ryan, född 3 maj 1968 i Queens i New York, är en amerikansk skådespelare.
2008 Oscarnominerades Amy Ryan i kategorin bästa kvinnliga biroll för rollen i Gone Baby Gone.

## Filmografi, i urval
- 2000 – You Can Count on Me
- 2003–2008 – The Wire (TV-serie) (20 avsnitt)
- 2004 – Keane
- 2005 – Världarnas krig
- 2005 – Capote
- 2005 – Looking for Comedy in the Muslim World
- 2007 – Gone Baby Gone
- 2007 – Before the Devil Knows You're Dead
- 2007 – Min brors flickvän
- 2008 – Changeling
- 2008–2011 – The Office (TV-serie) (17 avsnitt)
- 2009 – The Missing Person
- 2010 – Jack & Connie
- 2010 – Green Zone
- 2010 – In Treatment (TV-serie) (åtta avsnitt)
- 2011 – Win Win
- 2013 – Breathe In
- 2013 – Escape Plan
- 2013 – Clear History
- 2013 – Devil's Knot
- 2014 – Birdman
- 2015 – Goosebumps
- 2015 – Spionernas bro
- 2020 – I'll Be Gone in the Dark (TV-serie)
- 2021–2024 – Only Murders in the Building (TV-serie)